# Roșcani (gmina w okręgu Jassy)
Roșcani – gmina w Rumunii, w okręgu Jassy. Obejmuje miejscowości Rădeni i Roșcani. W 2011 roku liczyła 1442 mieszkańców.